# Mark McGwire
Mark David McGwire (* 1. Oktober 1963 in Pomona, Kalifornien) ist ein ehemaliger US-amerikanischer Baseballspieler der Oakland Athletics und St. Louis Cardinals in der Major League Baseball (MLB). Der zwölfmalige All-Star spielte die Position des First Basemans, gewann mit den Athletics 1989 die World Series und war mit 583 Karriere-Home Runs als einer der besten Power Hitter der MLB-Geschichte bekannt. 1998 schlug er 70 Home Runs und brach einen jahrzehntealten Rekord von Roger Maris. Außerdem gewann er 1990 einen Gold Glove als bester Defensivspieler. 2010 gestand er, dass er mit Steroiden gedopt hatte.

## Karriere als Spieler

### Oakland Athletics
1986 gab McGwire bei den Oakland Athletics sein Debüt. Mit Designated Hitter José Canseco bildete er eine Hälfte jenes Power-Hitter-Duos, das als „Bash Brothers“ bekannt wurde und dreimal in Folge die American League Finals gewann. McGwire schlug in dieser Zeit beständig 35 und mehr Home Runs, was seinen relativ schwachen Schlagdurchschnitt (konstant um .240) ausglich. 1989 gewannen die Athletics die World Series gegen San Francisco Giants. In den Folgejahren stagnierten McGwires Leistungen allerdings und er schwor nach dem Saisonende 1991, hart für seine Ziele zu kämpfen.
In der Sommerpause legte McGwire Extraschichten im Kraftraum, im Jogging und vor der Ballwurfmaschine ein und ließ sich einen Bart und eine Vokuhila-Frisur wachsen, um furchterregender auszusehen. Sein Schlagdurchschnitt stieg in den folgenden Jahren auf über 30 Prozent, und mit der neugewonnenen Sicherheit schlug er immer öfter Home Runs. 1996 schlug er 52 Home Runs bei einem respektablen batting average (.312).

### St. Louis Cardinals
In der Saisonmitte 1997 wechselte McGwire zu den St. Louis Cardinals. In der Saison 1998 jagten Sammy Sosa von den Chicago Cubs und er die ewige 61-Home Run-Bestmarke von Roger Maris. Ausgerechnet gegen die Cubs schlug McGwire seinen 62. Home Run, worauf Sosa (der bei 58 stand) ihm persönlich gratulierte. McGwire endete mit 70 und war der umjubelte Star der Saison, auch wenn die Cardinals die Playoffs verpassten. Für seine Rekordleistung wurde McGwire von der Zeitschrift Sports Illustrated zum Sportler des Jahres gewählt, ebenso von Associated Press. In der nächsten Saison schlug McGwire noch einmal 65 Home Runs, baute aber im Herbst seiner Karriere ab und spielte 2001 sein letztes Spiel. Den Rekord verlor McGwire bereits drei Jahre später an Barry Bonds, der die Marke auf 73 Home Runs in einem Jahr schraubte.

### Doping
McGwire gab 1998 zu, seit Jahren muskelaufbauende Präparate zu sich zu nehmen. Weil diese Präparate zwar vom IOC und der WADA verboten waren, aber in der MLB nicht, wurde er nicht weiter belangt. 2005 verstärkte sich die Kontroverse, als José Canseco seine Biografie Juiced (ein slang-wort für „gedopt“) herausbrachte, intensives Steroid-Doping zugab und McGwire und andere Baseballstars der Mitwirkung bezichtigte. Auf Nachfrage durch staatliche Anti-Doping-Behörden meinte McGwire, dass die Stimmung so aufgeladen sei, dass niemand ein „Nein“ glauben würde, aber er seine Familie zu sehr liebe, um sie mit einem „Ja“ in die Schusslinie der Presse zu bringen.
McGwire wurde daraufhin weder 2005 noch 2006 in die Baseball Hall of Fame gewählt. Die extrem niedrige Zustimmungsquote von unter 25 Prozent (nötig sind 75 Prozent) wurde weithin als Folge dieser schwammigen Aussagen interpretiert. McGwire wurde niemals eines Vergehens schuldig gesprochen, 2010 gestand er jedoch, mit Steroiden gedopt zu haben.

## Trainertätigkeit
2009 wurde angekündigt, dass McGwire ab der Saison 2010 als Hitting-Coach für die St. Louis Cardinals arbeiten wird. Berufen wurde er hierfür von seinem damaligen Manager als Cardinals-Spieler und kommenden Vorgesetzten, Tony La Russa. Nach der Saison 2010 wurde sein Vertrag um ein weiteres Jahr verlängert.

## Privatleben
2002 heiratete McGwire Stephanie Slemer. Er spielt in seiner Freizeit viel Golf und meidet seit Aufkommen der Dopingverdächtigungen die Presse.